# Les Rieres
Les Rieres és una partida en part constituïda per camps de conreu del terme municipal de Conca de Dalt, al Pallars Jussà, a l'antic terme de Toralla i Serradell, en el territori del poble d'Erinyà.
És al sud-est d'Erinyà, a l'esquerra i a prop del riu de Serradell. És al sud-est de la Cua, al nord-est de la Torroella, al sud-oest de les Planes i al nord-oest de Fraires.